# روبرتو كالفي
روبرتو كالفالي Roberto Calvi ، من مواليد 13 أبريل 1920، وتوفي 17 يونيو 1982م ، رجل أعمال إيطالي ، وعضو سابق من الحركة الماسونية، أعدم شنقاً بسرية تامة عبر جسر صغير بلندن، وعرضت قناة راي الإيطالية تفاصيل إعدام كالفي روبرتو، وهو متهم بغسيل الأموال.

## مقتله
حلق روبترو كالفي شاربه وهرب من إيطاليا، وقد قيل بأنه استأجر طائرة خاصة والمتجهة إلى لندن، وفي 18 من يونيو عام 1987م ، وبالتحديد في الساعة السابعة وثلاثون دقيقة صباحا بتوقيت لندن، عثر رجل ساعي البريد على جثته متعلقاً بالمشنقة تحت جسر بلكفريرس في الحي العالي في لندن، وكان سبب موته هو قضية مالية وخلافات بينه وبين الماسونيين الإيطاليين .

## ردة فعل الماسونيين
رفض أنصار الماسونية هذا الحادث واعتبر العمل من ضمن جرائم المافيا الإيطالية .

## مواضيع ذات صلة
- The Pope and the Mafia Millions, Sky Television
- Through the looking glass: the Vatican and Calvi murder
- Propaganda Due (P2) & Roberto Calvi
- Gallery of rare pictures of Roberto Calvi supplied by his son Carlo Calvi
- Who Killed Roberto Calvi? Three Monkeys Interview with journalist Philip Willan